# Otto Lemke
Otto Lemke (* 5. September oder 15. September 1877 in Parlin, Landkreis Naugard; † 16. April 1945 in Berlin-Hermsdorf; vollständiger Name: Otto Bernhard William Lemke) war ein deutscher Architekt und kommunaler Baubeamter.

## Leben
Der aus Pommern stammende Lemke trat am 1. März 1904 sein Amt als Stadtbaumeister in Eilenburg an. In dieser Zeit verfügte die Stadt aufgrund der ausgeprägten Industriestruktur über hohe Steuereinnahmen. Der Wohlstand spiegelte sich in einer Stadterweiterung im Gebiet südöstlich der Altstadt wider. Der Eilenburger Magistrat betraute Lemke mit der Planung und dem Bau zahlreicher Bauten. Lemke profitierte zudem von der Freundschaft zum damaligen Eilenburger Bürgermeister Alfred Belian. Nach Lemkes Plänen entstanden in Eilenburg verschiedene repräsentative öffentliche Bauten. Architektonisch sind sie überwiegend dem Jugendstil und der Reformarchitektur zuzurechnen. 1915 erhielt er den Königlichen Kronenorden IV. Klasse. Der später zum Stadtbaurat ernannte Lemke war um 1927 auch Mitglied des Eilenburger Magistrats. Mit der Machtergreifung der Nationalsozialisten und Vertreibung Alfred Belians verließ auch er Eilenburg. Otto Lemke starb am 16. April 1945 in Berlin-Hermsdorf.
Die zumeist für öffentliche Einrichtungen errichteten Bauwerke Lemkes überstanden den Zweiten Weltkrieg im Gegensatz zur Altstadt weitestgehend unbeschadet, der überwiegende Teil seiner Bauten steht heute unter Denkmalschutz.

## Bauten
| Bild                | Gebäude                                                | Adresse                | Baujahr(e) | Denkmalschutz | Bemerkungen |
| ------------------- | ------------------------------------------------------ | ---------------------- | ---------- | ------------- | --- |
|                     | Realgymnasium                                          | Dr.-Külz-Ring 9        | 1904–1906  | ja            | bis 2012 Gymnasium, heute Volkshochschule |
|                     | Bürgerasyl „Röberstift“                                | Samuelisdamm 10        | 1907       | ja            | später Stadtarchiv, heute Wohnhaus |
|                     | Trauerhalle auf dem Städtischen Friedhof Eilenburg-Ost | Sprottaer Landstraße 3 | 1907       | ja            | |
|                     | Königliches Lehrerseminar                              | Gustav-Raute-Straße 1  | 1909–1911  | ja            | später Oberschule, heute Grundschule |
| Dr.-Belian-Straße 2 | Infanteriekaserne                                      | Dr.-Belian-Straße 1–4  | 1913–1916  | ja            | bis 1991 militärisch genutzt, heute Bildungs- und Verwaltungszentrum                                                                             |
|                     | Wasserturm der Deutschen Celluloid-Fabrik              | Am Wasserturm 1        | 1915–1916  | ja            | Bauart Intze, ausgeführt durch Dyckerhoff & Widmann AG, architektonische Gestaltung durch Otto Lemke, später Alkohol-, heute Löschwasserspeicher |
|                     | Offizierskasino                                        | Röberstraße 14         | 1916       | ja            | ab 1933 Stadtsparkasse, heute AWO-Begegnungsstätte                                                                                               |
|                     | Bürgermeisterhaus                                      | Am Anger 29            | 1916       | ja            | errichtet aus den Mitteln einer Schenkung des Mühlenbesitzers Wilhelm Grune heute Mietvilla                                                      |
|                     | Lazarett mit Leichenhalle                              | Goethestraße 16        | 1917       | nein          | später Kreispoliklinik, heute Ärztehaus |